# 天鹅水库
天鹅水库位于中国广东省清远市连山壮族瑶族自治县福堂镇，是一座以防洪为主，兼灌溉、发电、养殖等综合利用的中型水库。距县城约33千米，始建于1978年10月，1989年7月建成，是连山第一座中型水库。